# Cole Zajanski
Cole Anthony Zajanski (19 de septiembre de 2001) es un deportista canadiense que compite en luge en la modalidad doble. Ganó una medalla de bronce en el Campeonato Mundial de Luge de 2025, en la prueba de equipo.

## Palmarés internacional
| Campeonato Mundial | Campeonato Mundial | Campeonato Mundial | Campeonato Mundial |
| Año                | Lugar              | Medalla            | Prueba             |
| ------------------ | ------------------ | ------------------ | ------------------ |
| 2025               | Whistler (Canadá)  | Medalla de bronce  | Equipo             |